# ویکتور هربرت
ویکتور هربرت (انگلیسی: Victor Herbert؛ ‏ ۱ فوریهٔ ۱۸۵۹ – ۲۶ مهٔ ۱۹۲۴) موسیقی‌دان، آهنگساز، رهبر ارکستر، نوازندهٔ ویولنسل و فیلم‌نامه‌نویس بریتانیایی‌تبار ایالات متحده آمریکا بود.
وی با آنکه رهبر ارکستر و نوازندهٔ ویولنسل مشهوری بود، اما امروزه به‌دلیل اُپرت‌های موفق خود شناخته می‌شود که که از دههٔ ۱۸۹۰ تا آغاز جنگ جهانی اول در تئاتر برادوی به روز صحنه رفتند.
او طی دوران فعالیت‌های حرفه‌ای خود، ۲ اپرا، ۱ کانتات، ۴۳ اپرت، ۱۰ موسیقی صحنه، ۳۱ اثر ارکستری، ۹ قطعه برای ویولنسل، ۵ قطعه برای ویولن با پیانو و ارکستر، ۲۲ قطعه برای پیانو و تعداد فراوانی آهنگ و ترانه، سرود کر ساخت.
او از پایه‌گذاران انجمن آهنگسازان، پدیدآوران و ناشران آمریکا است.